# 2330 Ontake
2330 Ontake (1977 DS3) là một tiểu hành tinh vành đai chính được phát hiện ngày 18 tháng 2 năm 1977 bởi H. Kosai và H. Hurukawa ở Tokyo Observatory's Kiso Station.Khu vực này ở sườn dốc phía Nam thuộc Mount Ontake.